# Hans Kreis

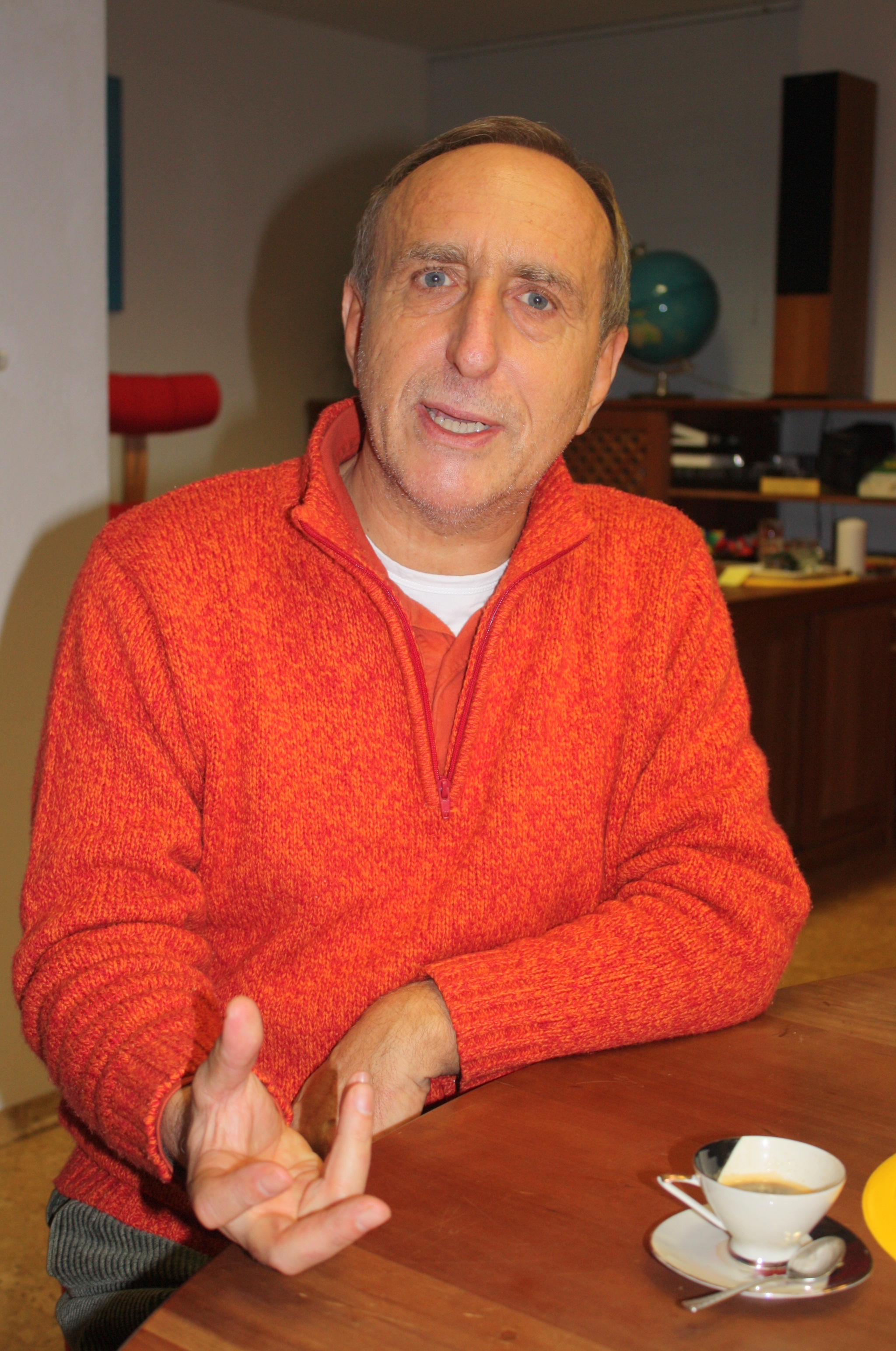
Hans Kreis

Hans Kreis (* 18. Juli 1948 in Forchheim) ist ein deutscher Autor von Büchern zur Lebenshilfe und Unternehmensberater.

## Leben
Nach einer Ausbildung als Grafiker arbeitete er als Angestellter in einer Werbefirma. 1976 gründete er sein eigenes Unternehmen. Es folgten weitere Firmengründungen: ein Verlag, eine Spezial-Agentur für internationalen Markteintritt und die internationale Management-Beratungsfirma „Imaco“ sowie die Herausgabe der Zeitschrift Wirtschafts-Informations-Report für ein neues Denken in den Unternehmen. 1990 verkaufte Kreis seine Unternehmen und konzentriert sich auf das Coaching und die Entwicklung neuer Methoden.
1994 entwickelte er ein neues Verfahren zur Visions-Findung, das mittlerweile Anwendung in der Wirtschaft und im medizinischen Kontext findet: als „Visions-Coaching“ und als „Visions-Therapie“. Visions-Coaching ist beim Deutschen Patent- und Markenamt als Marke eingetragen.
„Visions-Therapie“ ist die erste Therapie, die mit der menschlichen Sehnsucht arbeitet. Der transpersonal und tiefenpsychologisch orientierte Ansatz ist hauptsächlich auf die Ressourcen und die Sehnsüchte des Patienten ausgerichtet. Er unterscheidet zwischen echten bewegenden Visionen und einfachen Zielen. Der „visions-therapeutische“ Ansatz zielt auf die Erfüllung der Lebenssehnsucht. Dieser „visionäre“ Erkenntnisprozess lässt sich durch transpersonale Ausrichtung der Therapie erfahrbar machen. Diese Erkenntnisse sollen es den Patienten ermöglichen, den Wandel in ihrem Leben zu gestalten.
Für sein Buch Wahre Liebe leben wurde Hans Kreis im Jahr 2009 mit dem von der Otto Mainzer Stiftung ausgelobten „Otto-Mainzer-Preis für die Wissenschaft von der Liebe“ ausgezeichnet, so wie schon vorher die Therapeuten Michael Lukas Moeller oder Jürg Willi.

## Werke
- Hans Kreis: Wie Wunden heilen. Die Krise als Chance zum Neubeginn. Knaur, München 2004. ISBN 3-426-66681-2
- Hans Kreis: Lebenskrisen als Chance zum Neubeginn. Entdecken Sie die Kraft, die in der Veränderung steckt. Knaur, München 2006. ISBN 978-3-426-87313-7
- Hans Kreis: Die Kraft der Lebensvision. In 9 Schritten zum Glück. Knaur, München 2007. ISBN 978-3-426-66591-6
- Hans Kreis: Wahre Liebe leben. Wie Sie gemeinsam glücklich werden. Knaur, München 2009. ISBN 978-3-426-87386-1
- Hans Kreis: Die Espresso-Strategie oder wie ich lernte, das Leben wieder zu lieben. J. Kamphausen, Bielefeld 2010. ISBN 978-3-89901-333-7
- Hans Kreis: Das große Geheimnis der kleinen (Espresso-)Pause. J. Kamphausen, Bielefeld 2011. ISBN 978-3-89901-357-3